# Petrijevci
Petrijevci (srbsky Петријевци, maďarsky Petróc) jsou vesnice a správní středisko stejnojmenné opčiny v Chorvatsku v Osijecko-baranjské župě. Nachází se asi 14 km severozápadně od Osijeku. V roce 2011 žilo v celé opčině 2 870 obyvatel, z toho 2 299 v Petrijevcích a 571 v připadající vesnici Satnica.
Opčinou prochází státní silnice D34, která tvoří obchvat Petrijevců, státní silnice D2 a župní silnice Ž4061. Severovýchodně od Petrijevců ústí řeka Karašica do Drávy.